# Jana Uhlířová
Jana Uhlířová (* 4. dubna 1949 Liberec) je česká vysokoškolská pedagožka věnující se ve své odborné praxi učitelství. Činná je rovněž v Jednotě bratrské.

## Život
Narodila se do rodiny libereckého kazatele Jednoty bratrské. Po dvanácti letech se ale přestěhovala do hlavního města tehdejšího Československa, do Prahy, kde posléze nastoupila na vysokou školu, a to na Filozofickou fakultu Univerzity Karlovy, na níž vystudovala obor pedagogika, psychologie a francouzština. Následně byla po dobu šestnácti let zaměstnána coby učitelka. Vyučovala i na střední škole. Po sametové revoluci se v roce 1990 vrátila na svou alma mater, avšak tentokrát na Pedagogickou fakultu, kde působí na katedře primární a preprimární pedagogiky. Ve svém bádání se věnuje dějinám pedagogiky a svou pozornost rovněž věnuje porovnávání mezi pedagogikou a komenologií.
Na slavnostním shromáždění konaném v objektu Senátu Parlamentu České republiky převzala Uhlířová 28. března 2019 z rukou tehdejšího ministra školství, mládeže a tělovýchovy (MŠMT) České republiky Roberta Plagy medaili MŠMT, což je nejvyšší ocenění v oblasti školství.
Angažuje se rovněž v Jednotě bratrské, kde je seniorátní kurátorkou.